# Seznam památných stromů v okrese Ústí nad Labem
Toto je seznam památných stromů v okrese Ústí nad Labem, v němž jsou uvedeny památné stromy na území okresu Ústí nad Labem.
| Název                            | Obrázek                                    | Umístění                                                      | Druh                                                | Obvod [v cm] | Kód wikidata     | Galerie                                                          | Poznámka |
| -------------------------------- | ------------------------------------------ | ------------------------------------------------------------- | --------------------------------------------------- | --- | ---------------- | ---------------------------------------------------------------- | --- |
| Arnultovická lípa                |                                            | Arnultovice 50°42′50″ s. š., 14°2′46″ v. d.                   | lípa malolistá                                      | 610 | 101800 Q26787265 |                                                                  | V centru obce poblíž silnice |
| Lípa v Nové Vsi                  | Lípa v Nové Vsi                            | Babiny II 50°38′10″ s. š., 14°11′15″ v. d.                    | lípa malolistá                                      | 298 | 101806 Q26787273 |                                                                  | V obci v oplocení rekreačního domku č.9 |
| Modřín u Nové Vsi                |                                            | Babiny II 50°38′16″ s. š., 14°11′28″ v. d.                    | modřín opadavý                                      | 290 | 101808 Q26787277 |                                                                  | V lesním porostu u křižovatek cest, místní trať "U modřínu" |
| Buk u Bláhova †                  |                                            | Bláhov 50°38′14″ s. š., 14°11′58″ v. d.                       | buk lesní                                           | 410 | 101785 Q26787249 |                                                                  | U turisticky značené cesty z Bláhova na Liškov. Ochrana památného stromu byla zrušena 04.10.2019 |
| Břek u Božtěšic †                |                                            | Božtěšice                                                     | jeřáb břek                                          | 227 | 101786           |                                                                  | Vedle polní cesty na Čepec |
| Lípa u kapličky v Božtěšicích †  | Lípa se zvoničkou u kapličky v Božtěšicích | Božtěšice 50°41′26″ s. š., 14°1′19″ v. d.                     | lípa malolistá                                      | 422 | 101776 Q26787242 | Kategorie „Lípa se zvoničkou v Božtěšicích“ na Wikimedia Commons | V obci u kapličky; ochrana zrušena 21.08.2020 |
| Jinan v Brné                     |                                            | Brná nad Labem 50°37′2″ s. š., 14°4′44″ v. d.                 | jinan dvoulaločný                                   | & Chyba ve výrazu: Neočekávaný operátor / Chyba ve výrazu: Neočekávaný operátor / Chyba ve výrazu: Neočekávaný operátor / Chyba ve výrazu: Neočekávaný operátor / Chyba ve výrazu: Neočekávaný operátor / Chyba ve výrazu: Neočekávaný operátor / Chyba ve výrazu: Neočekávaný operátor / Chyba ve výrazu: Neočekávaný operátor / Chyba ve výrazu: Neočekávaný operátor / Chyba ve výrazu: Neočekávaný operátor / Chyba ve výrazu: Neočekávaný operátor / Chyba ve výrazu: Neočekávaný operátor / Chyba ve výrazu: Neočekávaný operátor / Chyba ve výrazu: Neočekávaný operátor / Chyba ve výrazu: Neočekávaný operátor / -1.0000-0 | 105748 Q26790295 |                                                                  | V zahradě Krajské veterinární správy pro Ústecký kraj |
| Dub u nemocnice na Bukově        |                                            | Bukov 50°40′51″ s. š., 14°1′21″ v. d.                         | dub letní                                           | 382 | 104748 Q26789375 |                                                                  | Na travnaté ploše proti hlavnímu vchodu do Masarykovy nemocnice v Ústí nad Labem |
| Lípa u silnice                   |                                            | Čermná u Libouchce 50°44′28″ s. š., 14°4′59″ v. d.            | lípa malolistá                                      | 476 | 101790 Q26787253 |                                                                  | V obci poblíž silnice |
| Lípa v Čermné                    |                                            | Čermná u Libouchce 50°44′34″ s. š., 14°5′4″ v. d.             | lípa malolistá                                      | 338 | 101781 Q26787247 |                                                                  | V obci poblíž domku čp.27 |
| Lípa v Čeřeništi †               |                                            | Čeřeniště 50°36′6″ s. š., 14°6′50″ v. d.                      | lípa malolistá                                      | 365 | 101763 Q26787231 |                                                                  | U rekreačního domku v oplocení, v zatáčce místní komunikace pod hlavní cestou |
| Lípa v zatáčce                   |                                            | Čeřeniště 50°36′6″ s. š., 14°6′45″ v. d.                      | lípa malolistá                                      | 390 | 101762 Q26787229 |                                                                  | U místní komunikace, poblíž odbočky na Hlinnou |
| Lípy v Čeřeništi                 |                                            | Čeřeniště 50°36′7″ s. š., 14°6′50″ v. d.                      | lípa malolistá (2)                                  | & Chyba ve výrazu: Neočekávaný operátor / Chyba ve výrazu: Neočekávaný operátor / Chyba ve výrazu: Neočekávaný operátor / Chyba ve výrazu: Neočekávaný operátor / Chyba ve výrazu: Neočekávaný operátor / Chyba ve výrazu: Neočekávaný operátor / Chyba ve výrazu: Neočekávaný operátor / Chyba ve výrazu: Neočekávaný operátor / Chyba ve výrazu: Neočekávaný operátor / Chyba ve výrazu: Neočekávaný operátor / Chyba ve výrazu: Neočekávaný operátor / Chyba ve výrazu: Neočekávaný operátor / Chyba ve výrazu: Neočekávaný operátor / Chyba ve výrazu: Neočekávaný operátor / Chyba ve výrazu: Neočekávaný operátor / -1.0000-0 | 101764 Q26780540 |                                                                  | V obci za rekreačním domkem čp.25 |
| Lípa v Českém Bukově             |                                            | Český Bukov 50°42′1″ s. š., 14°9′3″ v. d.                     | lípa malolistá                                      | 400 | 101791 Q26787254 |                                                                  | V zahradě bývalé fary |
| Lípa u Maryšků                   |                                            | Český Bukov 50°42′7″ s. š., 14°9′7″ v. d.                     | lípa velkolistá                                     | 530 | 106559           |                                                                  | V na zahradě u domu č. ev. 220. |
| Maškovická lípa                  | Památná Maškovická lípa                    | Český Bukov 50°42′9″ s. š., 14°9′59″ v. d.                    | lípa malolistá                                      | 933 | 101787 Q12036231 | Kategorie „Maškovická lípa“ na Wikimedia Commons                 | V centru obce poblíž komunikace; torzo kmene |
| Maškovický tis                   | Památný Maškovický tis                     | Český Bukov 50°42′9″ s. š., 14°10′4″ v. d.                    | tis červený                                         | 178 | 101783 Q12036234 | Kategorie „Maškovický tis“ na Wikimedia Commons                  | V těsné blízkosti osady Maškovice u místní komunikace do Dobkovic |
| Dub u rozcestí                   |                                            | Dolní Zálezly 50°35′55″ s. š., 14°2′41″ v. d.                 | dub letní                                           | 480 | 104761 Q26789378 |                                                                  | u rozcestí v horní části obce Dolní Zálezly; stáří cca 250 let |
| Homolská borovice                |                                            | Homole u Panny 50°37′46″ s. š., 14°11′30″ v. d.               | borovice černá                                      | 251 | 101756 Q26787223 |                                                                  | Poblíž obce na kraji lesního porostu nedaleko cesty z Homole do Haslic |
| Lípa u pomníčku – 1. †           |                                            | Homole u Panny 50°38′2″ s. š., 14°11′7″ v. d.                 | lípa malolistá                                      | 232 | 101804 Q26787271 |                                                                  | Na křižovatce u silnice poblíž pomníčku, severně od obce |
| Lípa u pomníčku – 2.             |                                            | Homole u Panny 50°38′2″ s. š., 14°11′7″ v. d.                 | lípa malolistá                                      | 220 | 101803 Q26787270 |                                                                  | Na křižovatce u silnice poblíž pomníčku, severně od obce |
| Břek u Hostovic †                |                                            | Hostovice u Ústí nad Labem                                    | jeřáb břek                                          | 220 | 101741 Q26787234 |                                                                  | Na okraji lesa nad osadou Hostovice |
| Jilm drobnokvětý v Chabařovicích |                                            | Chabařovice 50°40′15″ s. š., 13°56′49″ v. d.                  | jilm                                                | 116 | 104751 Q26789377 |                                                                  | na zahradě v nové městské zástavbě v Chabařovicích |
| Dub na hrázi                     |                                            | Chlumec u Chabařovic 50°41′25″ s. š., 13°56′44″ v. d.         | dub letní                                           | 577 | 101746 Q26787212 |                                                                  | Vlevo od silnice z Ústí do Chlumce, mezi železniční vlečkou a odbočkou do Chabařovic, na staré hrázi |
| Jasan u Neznaboh                 |                                            | Chuderovec 50°42′46″ s. š., 14°1′42″ v. d.                    | jasan ztepilý                                       | 520 | 101768 Q26787234 |                                                                  | V lesním porostu severozápadně od osady Neznabohy |
| Lípa v Chuderovci                | Památná lípa v Chuderovci                  | Chuderovec 50°41′58″ s. š., 14°2′30″ v. d.                    | lípa velkolistá                                     | 326 | 101757 Q26787224 |                                                                  | V obci na návsi |
| Lípa v Knínicích                 |                                            | Knínice u Libouchce 50°44′10″ s. š., 13°59′50″ v. d.          | lípa velkolistá                                     | 397 | 101778 Q26787244 |                                                                  | Na pravé straně silnice Knínice-Nakléřov, 110 m severozápadně u posledního rozbořeného stavení |
| Dub letní v Krásném Březně       |                                            | Krásné Březno 50°40′9″ s. š., 14°4′11″ v. d.                  | dub letní                                           | 360 | 101774 Q26787239 |                                                                  | V obci u křižovatky s ulicí Výstupní |
| Dub v Krásném Lese †             |                                            | Krásný Les v Krušných horách 50°46′16″ s. š., 13°55′20″ v. d. | dub letní                                           | 587 | 101780           |                                                                  | Na levém břehu Rybného potoka nad kostelem, vpravo od silnice Krásný Les-Větrov, na hrázi vypuštěného rybníčka – náhonu |
| Jilm v Krásném Lese †            | Památný jim v Krásném Lese                 | Krásný Les v Krušných horách 50°46′13″ s. š., 13°56′4″ v. d.  | jilm horský                                         | 442 | 101779 Q26787245 | Kategorie „Jilm v Krásném Lese“ na Wikimedia Commons             | V obci, na levém břehu Rybného potoka, vpravo u místní komunikace, pod posledním domkem Okal |
| Lípa v Krásném Lese †            |                                            | Krásný Les v Krušných horách 50°41′9″ s. š., 14°4′14″ v. d.   | lípa velkolistá                                     | 632 | 101744 Q26787211 |                                                                  | Na pravém břehu Rybného potoka před tzv. Českým rohem u polozbořené kapličky a studánky, na okraji smíšeného porostu, asi 100 m od potoka vlevo od cesty na Špičák |
| Lípa v Libouchci                 | Lípa v Libouchci                           | Libouchec 50°45′35″ s. š., 14°2′35″ v. d.                     | lípa velkolistá                                     | 460 | 101765 Q26787232 | Kategorie „Libouchecká lípa“ na Wikimedia Commons                | V obce na pravém břehu Jílovského potoka |
| Lípa u Lipové †                  |                                            | Lipová pod Blanskem 50°42′48″ s. š., 14°5′25″ v. d.           | lípa malolistá                                      | 400 | 101799 Q26787264 |                                                                  | V polích jižně od obce |
| Lípa nad silnicí                 |                                            | Lužec u Petrova Mlýna 50°37′12″ s. š., 13°58′19″ v. d.        | lípa malolistá                                      | 275 | 106070 Q26790687 |                                                                  | V osadě poblíž silnice. Obnovení ochrany stromu č. 101795 |
| Lípa nad silnicí †               |                                            | Lužec u Petrova Mlýna 50°37′12″ s. š., 13°58′19″ v. d.        | lípa malolistá                                      | 273 | 101795 Q26787210 |                                                                  | V osadě poblíž silnice |
| Lípa v Lužci                     |                                            | Lužec u Petrova Mlýna 50°41′40″ s. š., 14°7′33″ v. d.         | lípa malolistá                                      | 403 | 101784 Q26787248 |                                                                  | Na okraji osady u rekreační chalupy |
| Lípa v Lysé                      |                                            | Lysá 50°42′13″ s. š., 14°7′34″ v. d.                          | lípa malolistá                                      | 430 | 101793 Q26787257 |                                                                  | V centru osady, u silnice do Ústí nad Labem |
| Lípa v Mirkově                   |                                            | Mírkov 50°41′46″ s. š., 14°6′54″ v. d.                        | lípa malolistá                                      | 345 | 101761 Q26787228 |                                                                  | Na okraji osady poblíž rodinného domu čp. 37 |
| Lípa u kostela v Mojžíři †       |                                            | Mojžíř                                                        | lípa malolistá                                      | 251 | 101770 Q26787270 |                                                                  | V obci před kostelem sv. Šimona a Judy |
| Lípa u sídliště v Mojžíři        |                                            | Mojžíř 50°40′45″ s. š., 14°6′53″ v. d.                        | lípa malolistá                                      | 275 | 101754 Q26787220 |                                                                  | Na sídlišti v Mojžíři |
| Lípa u zastávky v Mojžíři        |                                            | Mojžíř 50°40′52″ s. š., 14°6′56″ v. d.                        | lípa malolistá                                      | 215 | 101769 Q26787235 |                                                                  | Na Hlavní ulici u autobusové zastávky |
| Dub Panny Marie Lurdské          |                                            | Němčí u Malečova 50°36′49″ s. š., 14°7′16″ v. d.              | dub zimní                                           | 375 | 104722 Q26789354 |                                                                  | u lesní cesty poblíž kapličky nedaleko osady Němčí |
| Lípa malolistá                   |                                            | Neštěmice 50°40′27″ s. š., 14°6′14″ v. d.                     | lípa malolistá                                      | 326 | 101752 Q26787218 |                                                                  | V obci na sídlišti |
| Lípa malolistá                   |                                            | Neštěmice 50°40′25″ s. š., 14°6′15″ v. d.                     | lípa velkolistá                                     | 339 | 101750 Q26787216 |                                                                  | V parčíku u památníku padlých |
| Lípa u Neštěmického potoka       |                                            | Neštěmice 50°40′29″ s. š., 14°6′17″ v. d.                     | lípa velkolistá                                     | 365 | 101753 Q26787219 |                                                                  | V obci na sídlišti, na levém břehu Neštěmického potoka |
| Lípa u Radnice v Neštěmicích     |                                            | Neštěmice 50°40′16″ s. š., 14°6′9″ v. d.                      | lípa velkolistá                                     | 350 | 101747 Q26787213 |                                                                  | V zahrádce vedle parku v centru obce |
| Lípa u školy v Neštěmicích I.    |                                            | Neštěmice 50°40′27″ s. š., 14°6′13″ v. d.                     | lípa velkolistá                                     | 287 | 101751 Q26787217 |                                                                  | Na rohu volné plochy u školy a zdravotního střediska |
| Lípa u školy v Neštěmicích II.   |                                            | Neštěmice 50°40′27″ s. š., 14°6′14″ v. d.                     | lípa velkolistá                                     | 214 | 101748 Q26787214 |                                                                  | Vedle školy u Božích muk |
| Lípy malolisté                   |                                            | Neštěmice 50°40′29″ s. š., 14°6′16″ v. d.                     | lípa malolistá (2)                                  | & Chyba ve výrazu: Neočekávaný operátor / Chyba ve výrazu: Neočekávaný operátor / Chyba ve výrazu: Neočekávaný operátor / Chyba ve výrazu: Neočekávaný operátor / Chyba ve výrazu: Neočekávaný operátor / Chyba ve výrazu: Neočekávaný operátor / Chyba ve výrazu: Neočekávaný operátor / Chyba ve výrazu: Neočekávaný operátor / Chyba ve výrazu: Neočekávaný operátor / Chyba ve výrazu: Neočekávaný operátor / Chyba ve výrazu: Neočekávaný operátor / Chyba ve výrazu: Neočekávaný operátor / Chyba ve výrazu: Neočekávaný operátor / Chyba ve výrazu: Neočekávaný operátor / Chyba ve výrazu: Neočekávaný operátor / -1.0000-0 | 101749 Q26780532 |                                                                  | V obci mezi silnicí a parkovištěm u sídliště; obvod kmenů 191 cm, 334 cm |
| Lípa v Nové Vsi u Střekova       | Lípa v Nové Vsi u Střekova                 | Nová Ves 50°38′35″ s. š., 14°4′14″ v. d.                      | lípa malolistá                                      | 540 | 101788 Q26787250 | Kategorie „Lípa v Nové Vsi u Střekova“ na Wikimedia Commons      | V centru obce u kapličky; torzo |
| Lípa v Petrovicích               | Památná lípa v Petrovicích                 | Petrovice u Chabařovic 50°47′21″ s. š., 13°58′32″ v. d.       | lípa velkolistá                                     | 598 | 101742 Q26787207 |                                                                  | V horní části návsi, jihovýchodně od restaurace, vlevo od silnice směrem ke státní hranici |
| Modřín u Petrovic                | Modřín v Petrovicích                       | Petrovice u Chabařovic 50°48′38″ s. š., 13°58′57″ v. d.       | modřín opadavý                                      | 550 | 101766 Q18511401 |                                                                  | Na mírném svahu na okraji obce při státní hranici se SRN |
| Turecká líska v Petrovicích †    |                                            | Petrovice u Chabařovic 50°48′3″ s. š., 13°58′35″ v. d.        | líska turecká                                       | 361 | 101759 Q26787226 |                                                                  | V obci u hlavní silnice za potokem |
| Lípa se zvoničkou †              |                                            | Pohoří u Malečova 50°45′35″ s. š., 14°2′36″ v. d.             | lípa malolistá                                      | 302 | 104647 Q26787232 |                                                                  | Uprostřed osady Pohoří vedle památného křížku; v koruně stromu je zvonička |
| Buk u Povrdel †                  |                                            | Povrly                                                        | buk lesní                                           | 515 | 104893 Q26787248 |                                                                  | U silnice směrem na Povrly, čtyřkmen |
| Borovice v Roztokách nad Labem   |                                            | Roztoky nad Labem 50°41′12″ s. š., 14°11′10″ v. d.            | borovice vejmutovka                                 | 275 | 101792 Q26787256 |                                                                  | U železniční zastávky, mezi silnicí Ústí nad Labem-Děčín a tratí |
| Lípy ve Skoroticích              |                                            | Skorotice u Ústí nad Labem 50°41′24″ s. š., 14°0′27″ v. d.    | lípa velkolistá (4)                                 | & Chyba ve výrazu: Neočekávaný operátor / Chyba ve výrazu: Neočekávaný operátor / Chyba ve výrazu: Neočekávaný operátor / Chyba ve výrazu: Neočekávaný operátor / Chyba ve výrazu: Neočekávaný operátor / Chyba ve výrazu: Neočekávaný operátor / Chyba ve výrazu: Neočekávaný operátor / Chyba ve výrazu: Neočekávaný operátor / Chyba ve výrazu: Neočekávaný operátor / Chyba ve výrazu: Neočekávaný operátor / Chyba ve výrazu: Neočekávaný operátor / Chyba ve výrazu: Neočekávaný operátor / Chyba ve výrazu: Neočekávaný operátor / Chyba ve výrazu: Neočekávaný operátor / Chyba ve výrazu: Neočekávaný operátor / -1.0000-0 | 101773 Q26780533 |                                                                  | V obci za kostelem a farou |
| Slavošovský dub                  |                                            | Slavošov 50°42′53″ s. š., 14°6′30″ v. d.                      | dub zimní                                           | 284 | 101798 Q26787263 |                                                                  | V poli u silnice směrem Slavošov-Český Bukov |
| Lípa u Královského pramene       |                                            | Stadice 50°37′12″ s. š., 13°58′19″ v. d.                      | lípa velkolistá                                     | 460 | 101743 Q26787210 |                                                                  | Na levém břehu Bíliny, pod vrchem Rovný, v těsné blízosti pramene pozorovací sítě ČHMÚ |
| Lípy ve Stebně                   | Památné lípy ve Stebně                     | Stebno 50°36′54″ s. š., 14°1′12″ v. d.                        | lípa malolistá (2)                                  | & Chyba ve výrazu: Neočekávaný operátor / Chyba ve výrazu: Neočekávaný operátor / Chyba ve výrazu: Neočekávaný operátor / Chyba ve výrazu: Neočekávaný operátor / Chyba ve výrazu: Neočekávaný operátor / Chyba ve výrazu: Neočekávaný operátor / Chyba ve výrazu: Neočekávaný operátor / Chyba ve výrazu: Neočekávaný operátor / Chyba ve výrazu: Neočekávaný operátor / Chyba ve výrazu: Neočekávaný operátor / Chyba ve výrazu: Neočekávaný operátor / Chyba ve výrazu: Neočekávaný operátor / Chyba ve výrazu: Neočekávaný operátor / Chyba ve výrazu: Neočekávaný operátor / Chyba ve výrazu: Neočekávaný operátor / -1.0000-0 | 101801 Q26780537 |                                                                  | U vchodu na hřbitov |
| Lípa v Býňově                    | Lípa v Byňově                              | Suletice 50°38′36″ s. š., 14°9′9″ v. d.                       | lípa malolistá                                      | 344 | 101807 Q26787276 |                                                                  | V obci, v oplocení rekreačního domku čp.2 |
| Lípa v Suleticích                | Lípa v Suleticích                          | Suletice 50°38′30″ s. š., 14°9′27″ v. d.                      | lípa malolistá                                      | 344 | 101760 Q26787227 |                                                                  | Na okraji osady u rekreačního domku č.e. 29 |
| Lípa v Šachově                   |                                            | Šachov 50°42′41″ s. š., 14°8′35″ v. d.                        | lípa malolistá                                      | 438 | 101794 Q26787259 |                                                                  | V dolní části obce, první odbočka vpravo od potoka, u rekreačního domku |
| Tis a babyka v Šachově           |                                            | Šachov 50°42′47″ s. š., 14°8′29″ v. d.                        | tis červený (1) javor babyka (1)                    | & Chyba ve výrazu: Neočekávaný operátor / Chyba ve výrazu: Neočekávaný operátor / Chyba ve výrazu: Neočekávaný operátor / Chyba ve výrazu: Neočekávaný operátor / Chyba ve výrazu: Neočekávaný operátor / Chyba ve výrazu: Neočekávaný operátor / Chyba ve výrazu: Neočekávaný operátor / Chyba ve výrazu: Neočekávaný operátor / Chyba ve výrazu: Neočekávaný operátor / Chyba ve výrazu: Neočekávaný operátor / Chyba ve výrazu: Neočekávaný operátor / Chyba ve výrazu: Neočekávaný operátor / Chyba ve výrazu: Neočekávaný operátor / Chyba ve výrazu: Neočekávaný operátor / Chyba ve výrazu: Neočekávaný operátor / -1.0000-0 | 101782 Q26780539 |                                                                  | v poli na okraji osady Šachov |
| Lípy v Rájci                     |                                            | Tisá 50°48′37″ s. š., 14°0′37″ v. d.                          | lípa malolistá (2)                                  | & Chyba ve výrazu: Neočekávaný operátor / Chyba ve výrazu: Neočekávaný operátor / Chyba ve výrazu: Neočekávaný operátor / Chyba ve výrazu: Neočekávaný operátor / Chyba ve výrazu: Neočekávaný operátor / Chyba ve výrazu: Neočekávaný operátor / Chyba ve výrazu: Neočekávaný operátor / Chyba ve výrazu: Neočekávaný operátor / Chyba ve výrazu: Neočekávaný operátor / Chyba ve výrazu: Neočekávaný operátor / Chyba ve výrazu: Neočekávaný operátor / Chyba ve výrazu: Neočekávaný operátor / Chyba ve výrazu: Neočekávaný operátor / Chyba ve výrazu: Neočekávaný operátor / Chyba ve výrazu: Neočekávaný operátor / -1.0000-0 | 101758 Q26780530 |                                                                  | Za osadou Rájec, v blízkosti státní hranice se SRN, u bývalého hostince |
| Buk v zámeckém parku v Trmicích  |                                            | Trmice 50°38′34″ s. š., 13°59′26″ v. d.                       | buk lesní jemně stříhanolistý                       | 317 | 104749 Q26789376 |                                                                  | Na volném prostranství v blízkosti řeky Bíliny v části zámeckého parku sloužící jako kynologické cvičiště |
| Břestovce ve Smetanových sadech  | PBřestovce ve Smetanových sadech           | Ústí nad Labem 50°39′40″ s. š., 14°2′4″ v. d.                 | břestovec západní (2)                               | & Chyba ve výrazu: Neočekávaný operátor / Chyba ve výrazu: Neočekávaný operátor / Chyba ve výrazu: Neočekávaný operátor / Chyba ve výrazu: Neočekávaný operátor / Chyba ve výrazu: Neočekávaný operátor / Chyba ve výrazu: Neočekávaný operátor / Chyba ve výrazu: Neočekávaný operátor / Chyba ve výrazu: Neočekávaný operátor / Chyba ve výrazu: Neočekávaný operátor / Chyba ve výrazu: Neočekávaný operátor / Chyba ve výrazu: Neočekávaný operátor / Chyba ve výrazu: Neočekávaný operátor / Chyba ve výrazu: Neočekávaný operátor / Chyba ve výrazu: Neočekávaný operátor / Chyba ve výrazu: Neočekávaný operátor / -1.0000-0 | 104750 Q26780535 | Kategorie „Břestovce ve Smetanových sadech“ na Wikimedia Commons | |
| Lípa na Kočkově                  |                                            | Ústí nad Labem 50°41′ s. š., 14°2′36″ v. d.                   | lípa malolistá                                      | 398 | 101755 Q26787222 |                                                                  | Ve stráni nad Chuderovem |
| Buk na Střekově                  |                                            | Střekov 50°38′55″ s. š., 14°3′55″ v. d.                       | buk lesní                                           | 368 | 101775 Q26787240 |                                                                  | Na okraji lesa nad ulicí Novoveskou, poblíž rodinných domků |
| Babyka ve Velkém Březně          |                                            | Velké Březno 50°40′5″ s. š., 14°7′58″ v. d.                   | javor babyka                                        | 236 | 101789 Q26787252 |                                                                  | U odbočky z panelové cesty do pískovny, na zvýšeném náspu Olešnického potoka |
| Břek ve Velkém Březně            |                                            | Velké Březno 50°39′40″ s. š., 14°8′50″ v. d.                  | jeřáb břek                                          | 242 | 101767 Q26787233 |                                                                  | Nad obcí na okraji lesa |
| Buk u lomu                       |                                            | Velké Březno 50°39′17″ s. š., 14°9′31″ v. d.                  | buk lesní                                           | 485 | 101802 Q26787268 |                                                                  | U lomu pod Kočičí horou, poblíž bývalé drtírny |
| Lípa ve Vitíně                   |                                            | Vitín u Malého Března 50°40′30″ s. š., 14°11′58″ v. d.        | lípa malolistá                                      | 550 | 101772 Q26787238 |                                                                  | V zaniklé osadě Vitín, poblíž průjezdní komunikace |
| Lípa, modřín a buk ve Vitíně     |                                            | Vitín u Malého Března 50°40′30″ s. š., 14°12′2″ v. d.         | modřín opadavý (1) buk lesní (1) lípa malolistá (1) | & Chyba ve výrazu: Neočekávaný operátor / Chyba ve výrazu: Neočekávaný operátor / Chyba ve výrazu: Neočekávaný operátor / Chyba ve výrazu: Neočekávaný operátor / Chyba ve výrazu: Neočekávaný operátor / Chyba ve výrazu: Neočekávaný operátor / Chyba ve výrazu: Neočekávaný operátor / Chyba ve výrazu: Neočekávaný operátor / Chyba ve výrazu: Neočekávaný operátor / Chyba ve výrazu: Neočekávaný operátor / Chyba ve výrazu: Neočekávaný operátor / Chyba ve výrazu: Neočekávaný operátor / Chyba ve výrazu: Neočekávaný operátor / Chyba ve výrazu: Neočekávaný operátor / Chyba ve výrazu: Neočekávaný operátor / -1.0000-0 | 101796 Q26780542 |                                                                  | Na jihovýchodě zaniklé osady Vitín. - Lípa roste u cesty, korunu tvoří čtyři terminály, které jsou vysoko vyvětvené. Kmen se větví ve výšce 3 m a 6 - 7 m. Obvod kmene = 385 cm, výška = 32 m. - Vzrostlý buk v travnaté ploše, korunu tvoří dva souběžně rostoucí mohutné terminály, jejichž úžlabí je defektní. Obvod kmene = 435 cm, výška = 27 m. - Vzrostlý buk, jehož korunu tvoří tři terminály, kmen se větví ve výšce 1,8 m a 4 - 5 m. Kmen a kosterní větve jsou vyvětvené. Koruna je řídce olistěná, se symptomy chřadnutí. obvod kmene = 425 cm, výška = 28 m. |
| Lípa u zastávky                  | Lípa u zastávky                            | Zubrnice 50°39′ s. š., 14°13′14″ v. d.                        | lípa malolistá                                      | 327 | 101777 Q26787243 | Kategorie „Lípa u zastávky (Zubrnice)“ na Wikimedia Commons      | V obci poblíž autobusové zastávky, u domu čp.35 |
| Lípa v Zubrnicích †              |                                            | Zubrnice 50°39′1″ s. š., 14°13′13″ v. d.                      | lípa malolistá                                      | 290 | 101805 Q26787272 |                                                                  | U požární zbrojnice, proti čp.35 |
| Lípy Vincence Zahradníka         |                                            | Zubrnice 50°38′56″ s. š., 14°13′13″ v. d.                     | lípa malolistá                                      | 317 296 | 106406           |                                                                  | Skupina dvou lip v bezprostřední blízkosti ohradní zdi kostela sv. Máří Magdalény a přístupového schodiště, pojmenované po filozofovi a knězi Vincencovi Zahradníkovi. |
| Lípa ve Žďáru                    |                                            | Žďár u Velkého Chvojna 50°43′36″ s. š., 14°1′34″ v. d.        | lípa malolistá                                      | & Chyba ve výrazu: Neočekávaný operátor / Chyba ve výrazu: Neočekávaný operátor / Chyba ve výrazu: Neočekávaný operátor / Chyba ve výrazu: Neočekávaný operátor / Chyba ve výrazu: Neočekávaný operátor / Chyba ve výrazu: Neočekávaný operátor / Chyba ve výrazu: Neočekávaný operátor / Chyba ve výrazu: Neočekávaný operátor / Chyba ve výrazu: Neočekávaný operátor / Chyba ve výrazu: Neočekávaný operátor / Chyba ve výrazu: Neočekávaný operátor / Chyba ve výrazu: Neočekávaný operátor / Chyba ve výrazu: Neočekávaný operátor / Chyba ve výrazu: Neočekávaný operátor / Chyba ve výrazu: Neočekávaný operátor / -1.0000-0 | 101797 Q26787261 |                                                                  | Na jihovýchodním okraji osady u čp. 3 |
| Dub u Žežic                      |                                            | Žežice u Chuderova 50°40′43″ s. š., 14°5′8″ v. d.             | dub zimní                                           | 340 | 101771 Q26787237 |                                                                  | U silnice Žežice-Neštěmice |
| Lípa u fary v Žežicích           |                                            | Žežice u Chuderova 50°41′9″ s. š., 14°4′13″ v. d.             | lípa malolistá                                      | 488 | 101745 Q26787211 |                                                                  | U kostela sv. Petra a Pavla mezi hřbitovem a výše položenou usedlostí |